# Kościoły i związki wyznaniowe w Łodzi
Łódź jest siedzibą metropolii łódzkiej, jednej z 14 metropolii obrządku łacińskiego w polskim Kościele katolickim. W jej skład wchodzą archidiecezja łódzka i łowicka. Główną świątynią archidiecezji łódzkiej jest bazylika archikatedralna św. Stanisława Kostki w Łodzi.
Ponadto w Łodzi istnieją placówki starokatolickie reprezentowane przez: Kościół Starokatolicki Mariawitów – diecezja śląsko-łódzka, parafia św. Franciszka z Asyżu, Kościół Katolicki Mariawitów – kustodia płocko-łódzka, Kościół Polskokatolicki w RP – parafia Świętej Rodziny, położona w dekanacie warszawsko-łódzkim diecezji warszawskiej oraz Kościół Starokatolicki w RP – który w Łodzi ma swoją stolicę.
W Łodzi swoją siedzibą ma także diecezja Polskiego Autokefalicznego Kościoła Prawosławnego – diecezja łódzko-poznańska, jedna z 6 diecezji w Polsce, utworzona w 1948 (zajmuje największą powierzchnię). Katedrą tej diecezji jest sobór św. Aleksandra Newskiego w Łodzi.
Protestantyzm w Łodzi reprezentowany jest przez większość tradycji wyznaniowych, zarówno nurtu ewangelickiego, jak i ewangelikalnego. Najwięcej wyznawców posiada Kościół Ewangelicko-Augsburski.
Liczną wspólnotę w mieście tworzą Świadkowie Jehowy należący do 29 zborów. Oprócz tego na terenie miasta swoją działalność prowadzą także inne wspólnoty religijne, m.in. gmina żydowska oraz muzułmańska. W sumie w Łodzi istnieje kilkadziesiąt Kościołów i związków wyznaniowych.

## Kościół rzymskokatolicki

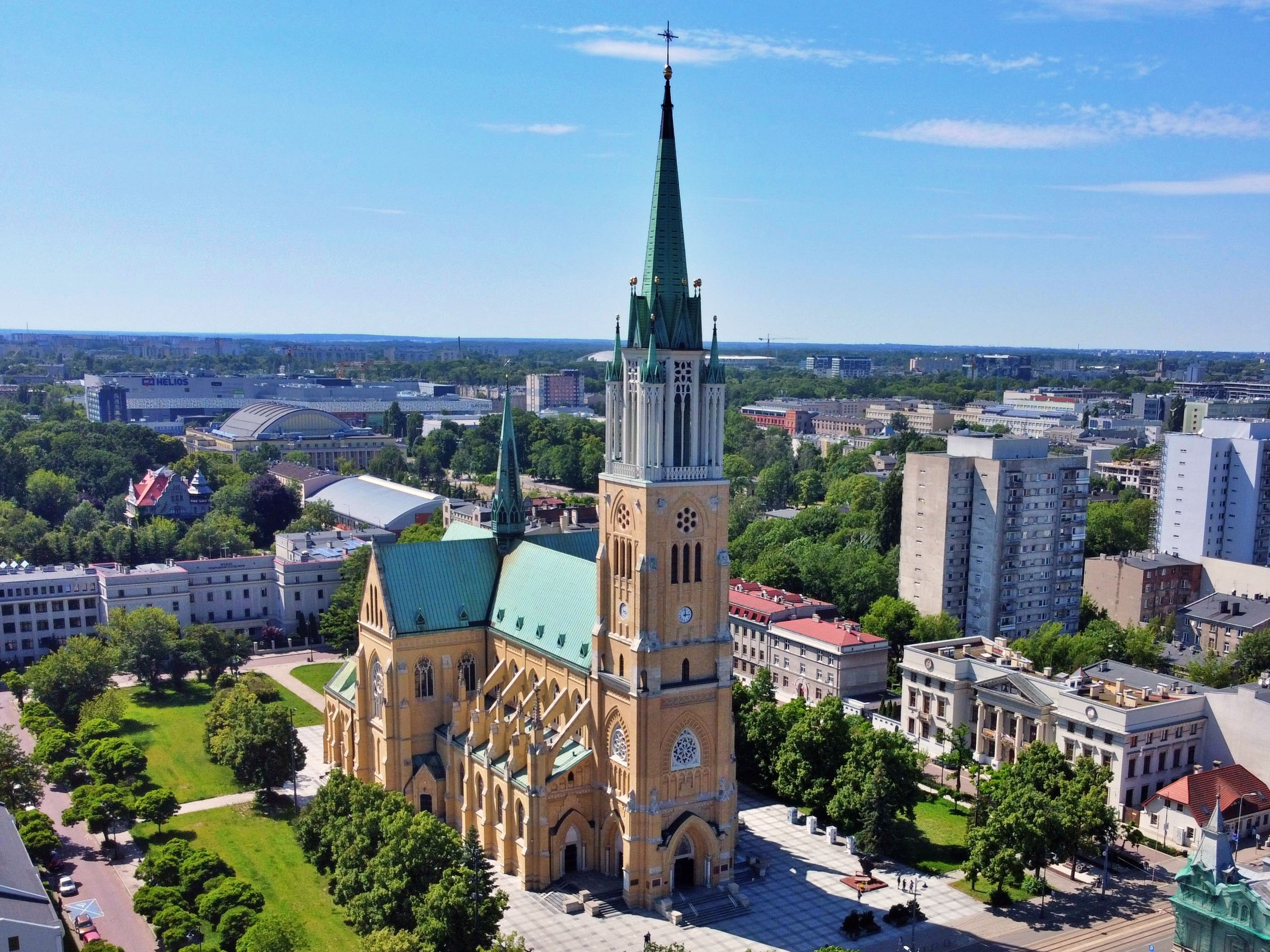
Bazylika archikatedralna św. Stanisława Kostki Kościoła rzymskokatolickiego (2022)

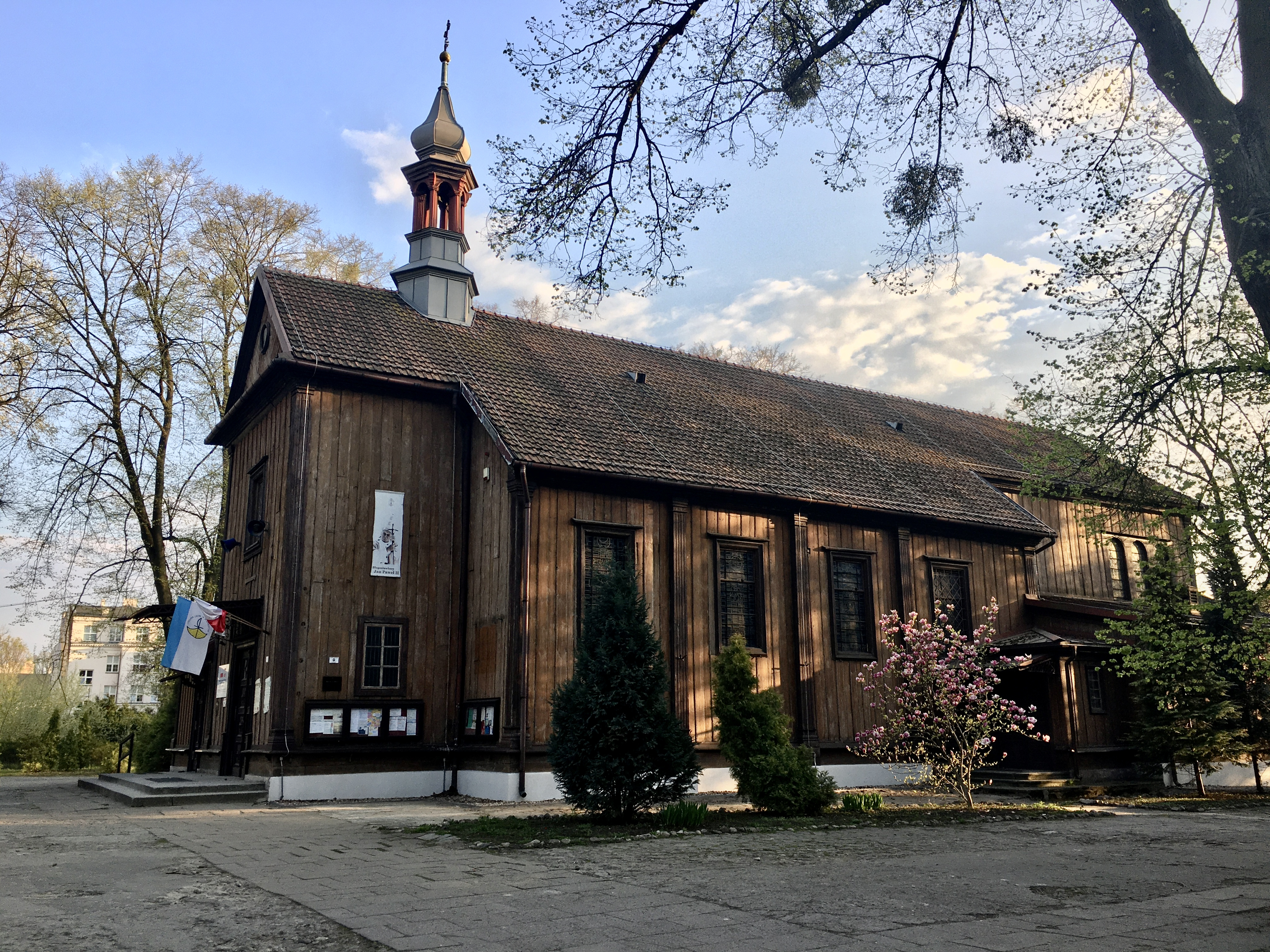
Kościół św. Józefa – najstarszy zachowany kościół wybudowany w Łodzi (1765–1768)

Łódź jest siedzibą metropolii łódzkiej, jednej z 14 metropolii w polskim Kościele katolickim. W jej skład wchodzą archidiecezja łódzka oraz diecezja łowicka.
Archidiecezji łódzkiej przyporządkowanych jest 27 dekanatów, w tym 9 w samej Łodzi (Łódź-Bałuty, Łódź-Chojny-Dąbrowa, Łódź-Olechów, Łódź-Radogoszcz, Łódź-Retkinia-Ruda, Łódź-Stoki, Łódź-Śródmieście, Łódź-Teofilów-Żubardź, Łódź-Widzew). Najniższym ogniwem administracji diecezjalnej są parafie, których jest obecnie 65 w granicach Łodzi.
Diecezja łódzka została ustanowiona w 1920, do rangi archidiecezji (podległej bezpośrednio Stolicy Apostolskiej) podniesiona 25 marca 1992, a metropolia (w skład której weszła też diecezja łowicka) powołana w 2004 przez papieża Jana Pawła II.
Główną świątynią archidiecezji łódzkiej jest bazylika archikatedralna św. Stanisława Kostki w Łodzi.
Metropolitą łódzkim jest abp Grzegorz Ryś.
Ponadto w Łodzi znajduje się kilkadziesiąt rzymskokatolickich zgromadzeń zakonnych.

## Kościoły starokatolickie

### Kościół Starokatolicki Mariawitów

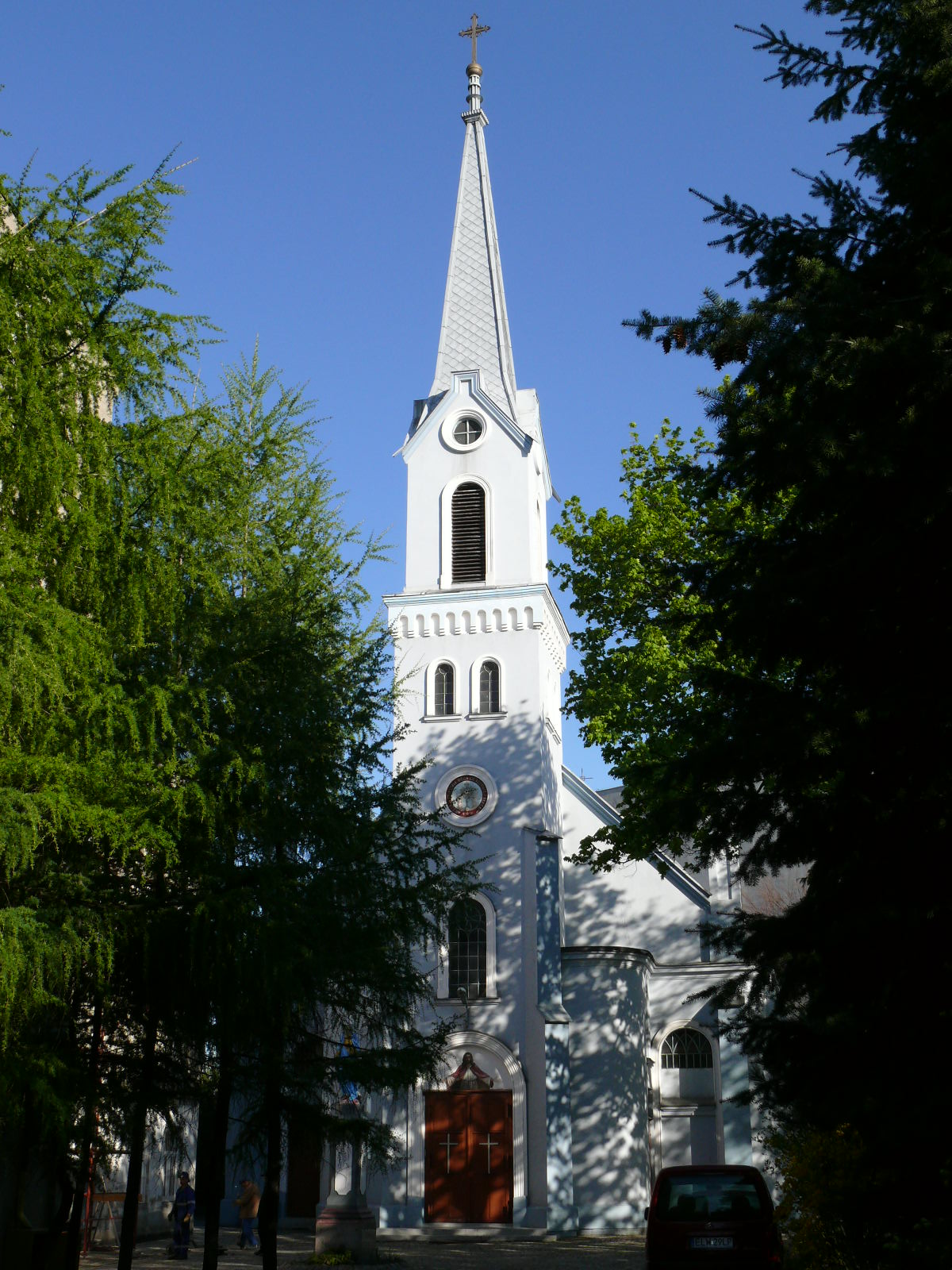
Kościół św. Franciszka Kościoła Starokatolickiego Mariawitów (2007)

W Łodzi znajduje się parafia pw. św. Franciszka z Asyżu, położona na terenie diecezji śląsko-łódzkiej Kościoła Starokatolickiego Mariawitów, powstała w 1907 roku. Północno-wschodnia część miasta należy do parafii św. Jana Chrzciciela i św. Doroty w Dobrej. Na terenie miasta znajduje się również cmentarz mariawicki w dzielnicy Doły.
Początkowo na terenie Łodzi znajdowały się trzy parafie mariawickie, posiadające własne świątynie, dwie z nich znajdują się obecnie w posiadaniu Kościoła rzymskokatolickiego (kościół św. Piotra i Pawła oraz kościół środowisk twórczych).
Diecezja śląsko-łódzka jest jedną z 3 diecezji Kościoła Starokatolickiego Mariawitów i stano najstarsze biskupstwo w Łodzi, powstałe w 1910 roku. Obejmuje swym zasięgiem województwo śląskie, łódzkie, małopolskie i wielkopolskie. Stolicą diecezji jest Łódź.
Proboszczem parafii św. Franciszka z Asyżu przy ul. Franciszkańskiej 27, a zarazem ordynariuszem diecezji śląsko-łódzkiej jest biskup Zdzisław Maria Włodzimierz Jaworski.

### Kościół Katolicki Mariawitów
W Łodzi znajduje się parafia Matki Boskiej Nieustającej Pomocy, położona w kustodii płockiej Kościoła Katolickiego Mariawitów. Powstała w 1935, wskutek rozłamu w mariawityzmie. Jest jedną z największych placówek tego Kościoła w Polsce. Siedzibą parafii jest kaplica domowa, mieszcząca się przy ul. Jarowej 20. Nabożeństwom przewodzi kapłan ludowy Aleksander Karasiewicz (proboszcz parafii), następca siostry kapłanki Krystyny Marii Bogumiły Przyłuckiej (1927–1990).

### Kościół Starokatolicki w Polsce
W Łodzi znajduje się parafia pw. Podwyższenia Świętego Krzyża, najliczniejsza i najstarsza parafia Kościoła Starokatolickiego w RP.
W latach 1998–2012 parafia użytkowała budynek przy ul. Aleksandra 9, od 15 czerwca 2012 roku siedziba starokatolików znajduje się przy ul. Gdańskiej 143.
Posługi duszpasterskie w parafii pełni ks. Kazimierz Janusz Dorociński (proboszcz) oraz ks. sen. Henryk Paweł Hawryszczak (rezydent).

### Kościół Polskokatolicki w Polsce

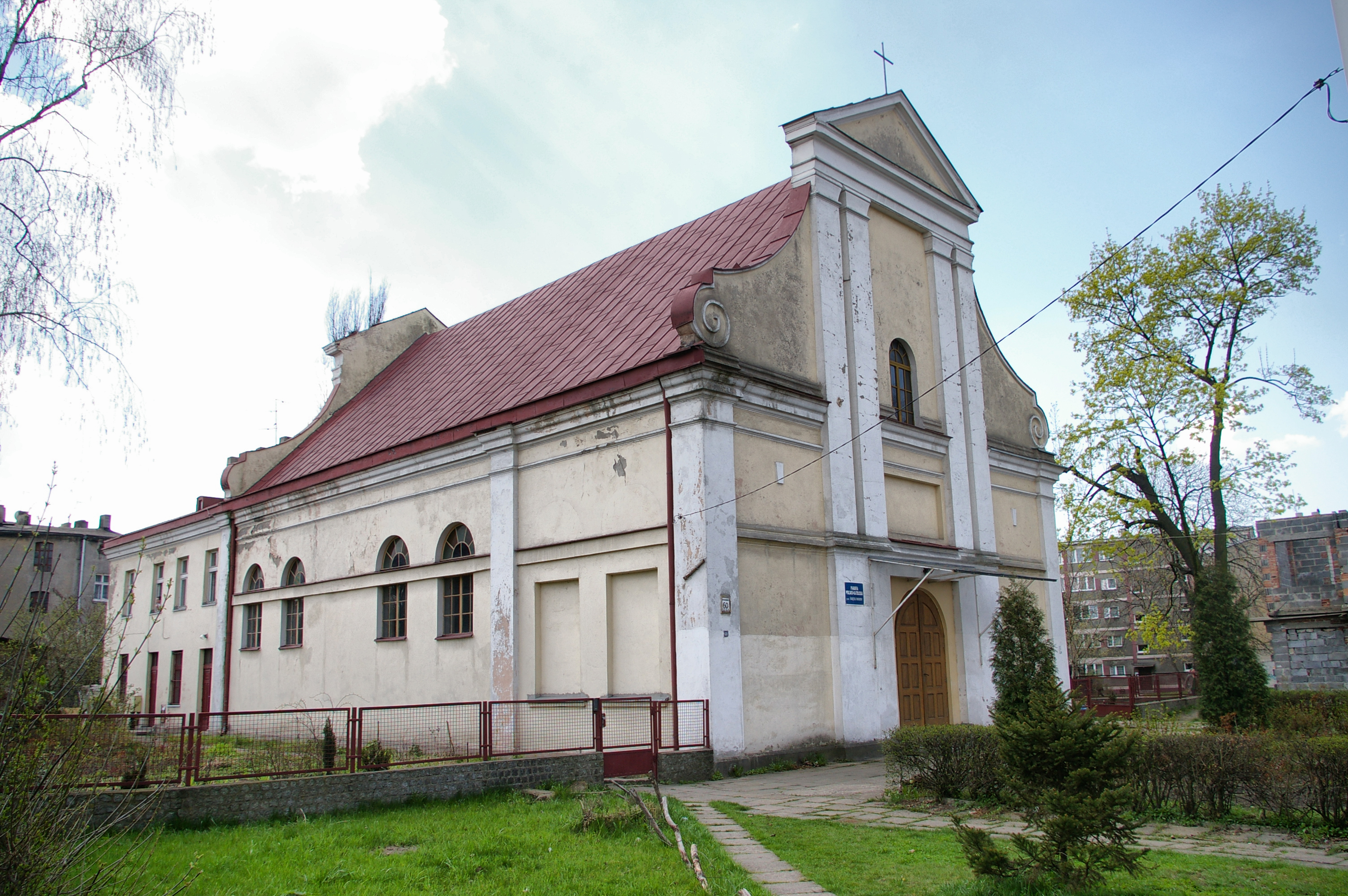
Kościół Świętej Rodziny Kościoła Polskokatolickiego (2008)

W Łodzi znajduje się parafia Świętej Rodziny, położona w dekanacie warszawsko-łódzkim diecezji warszawskiej Kościoła Polskokatolickiego.
Parafia Świętej Rodziny, mieszcząca się przy ul. Bolesława Limanowskiego 60, powstała w 1934. Proboszczem parafii jest ks. Jacek Zdrojewski.

## Kościoły wschodnie

### Polski Autokefaliczny Kościół Prawosławny

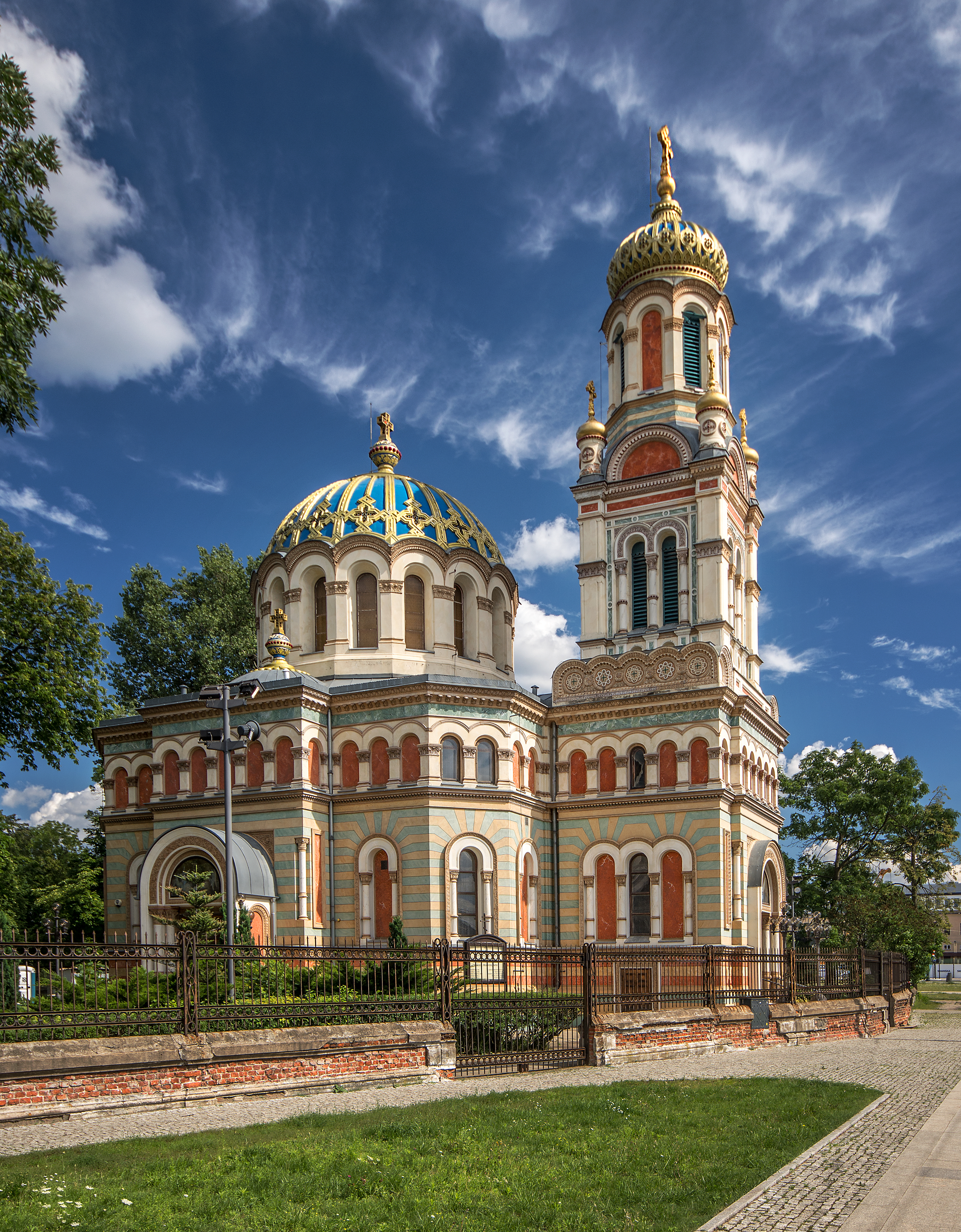
Prawosławna Cerkiew katedralna św. Aleksandra Newskiego (2017)

Łódź jest siedzibą diecezji łódzko-poznańskiej, jednej z 6 diecezji Polskiego Autokefalicznego Kościoła Prawosławnego, utworzonej w 1948 (zajmuje największą powierzchnię). W jej skład wchodzą dekanaty – łódzki, krakowski oraz kujawsko-pomorski.
W skład dekanatu łódzkiego wchodzą 4 parafie, w tym m.in. parafia św. Aleksandra Newskiego w Łodzi.
- parafia św. Aleksandra Newskiego w Łodzi:
  - Sobór św. Aleksandra Newskiego w Łodzi (ustanowiony katedrą diecezji łódzko-poznańskiej)
  - Cerkiew św. Olgi w Łodzi
  - Cerkiew Zaśnięcia Przenajświętszej Bogurodzicy w Łodzi (na Cmentarzu Doły)
  - Kaplica Zmartwychwstania Pańskiego w Łodzi (na Starym Cmentarzu, w części prawosławnej)

Biskupem diecezjalnym jest od 2017 r. bp Atanazy.
Kościół katolicki obrządku bizantyjsko-ukraińskiego (Ukraiński Kościół Greckokatolicki)
Łódzka parafia greckokatolicka pw. Ofiarowania Pańskiego powstała w 2002 roku i należy do dekanatu warszawsko-łódzkiego archieparchii przemysko-warszawskiej. Parafia nie posiada własnej świątyni. Nabożeństwa greckokatolickie odbywają się w kaplicy św. Krzysztofa należącej do parafii Najświętszego Imienia Jezus w Łodzi położonej przy ul. Sienkiewicza 60 oraz w kościele dolnym przy Parafii Rzymskokatolickiej p.w. Matki Boskiej Bolesnej przy ul. Pasjonistów 23. 
Proboszczem jest ks. Vasyl Berkyta.
Parafia prowadzi swój punkt duszpasterski w Głownie przy Parafii Św. Jakuba Apostoła.
W okresie dwudziestolecia międzywojennego w Łodzi funkcjonowała greckokatolicka parafia wojskowa przy kościele garnizonowym św. Jerzego w Łodzi. W latach1928-1939 jej administratorem był ks. Mikołaj Ilkow.

### Apostolski Kościół Ormiański
W Łodzi znajduje się siedziba Ormiańskiego Kościoła Apostolskiego w RP, kierowana przez świeckiego prezesa zarządu administracyjnego Kościoła Unana Ananyana. Siedziba Kościoła znajduje się przy ul. Piotrkowskiej 182 m. 549. Obok niego funkcjonuje również Ormiańskie Centrum Edukacyjno-Kulturowe ,,Nairi", którego prezeską jest Nune Hovhannisyan.
Ormiański Kościół Apostolski w RP nie jest oficjalnym reprezentantem Apostolskiego Kościoła Ormiańskiego i nie posiada w Polsce osób duchownych.

## Kościoły ewangelickie

### Kościół Ewangelicko-Augsburski

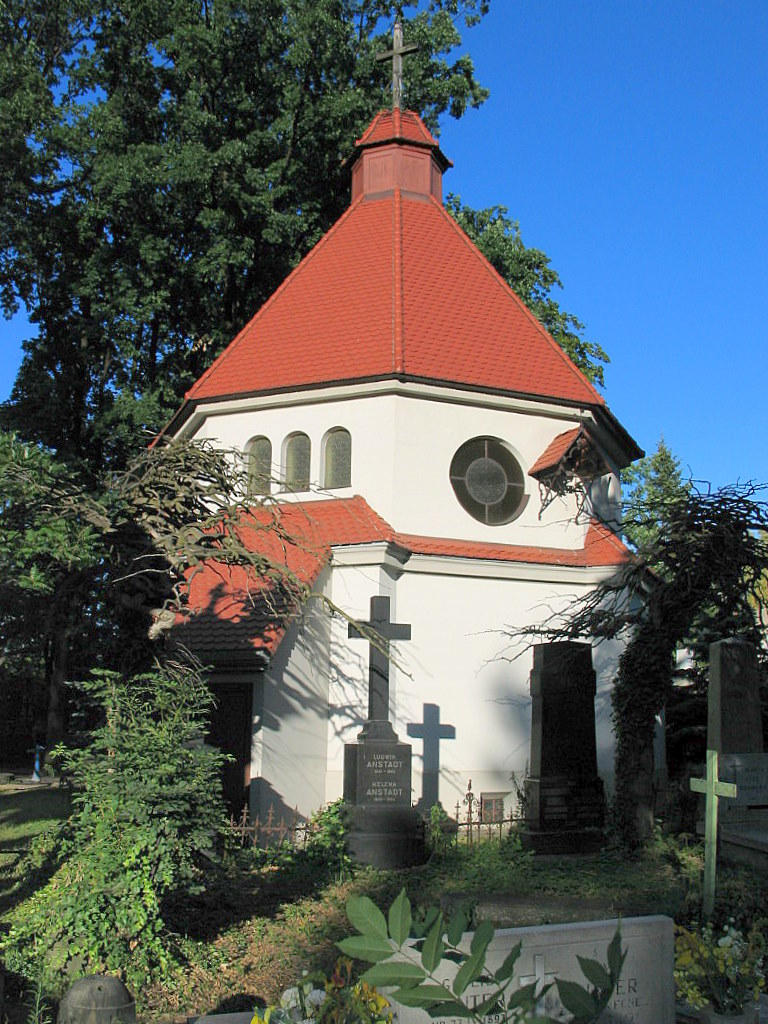
Cmentarz ewangelicko-augsburski przy ul. Ogrodowej (2006)

W Łodzi znajduje się parafia św. Mateusza, która należy do diecezji warszawskiej, jednej z sześciu w polskim Kościele Ewangelicko-Augsburskim.
Przy kościele, mieszczącym się przy ul. Piotrkowskiej 283, rezydował zmarły tragicznie w dniu 19 kwietnia 2010 biskup diecezjalny – ks. bp Mieczysław Cieślar.
Dzięki świetnej akustyce, w świątyni odbywają się liczne koncerty. Przez wiele lat w kościele występowała orkiestra Filharmonii Łódzkiej.

### Kościół Ewangelicko-Reformowany

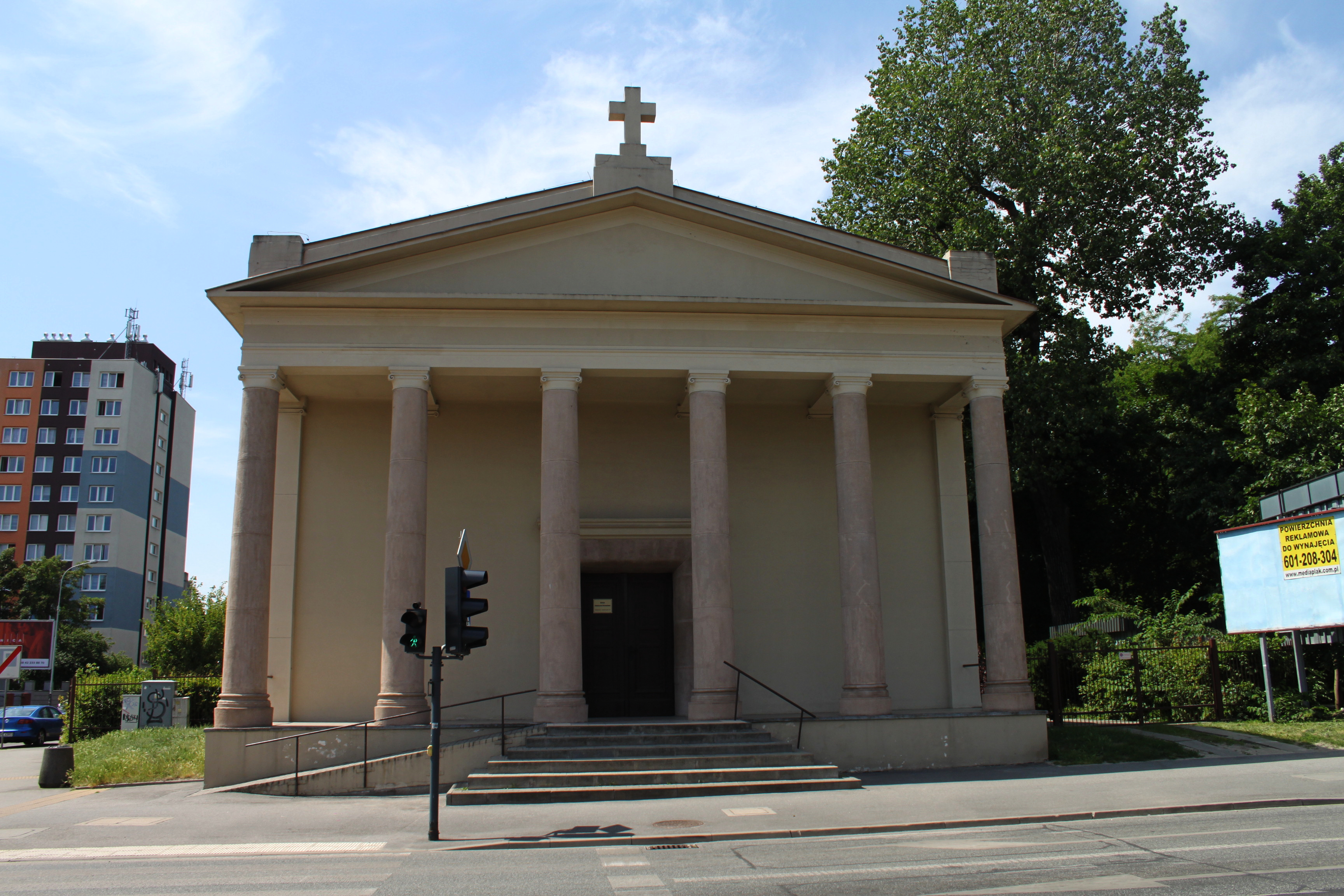
Kościół ewangelicko-reformowany (2018)

Łódzka parafia powstała w 1888, skupiając mieszkańców Łodzi i okolic, będących pochodzenia polskiego, francuskiego, czeskiego (największa grupa) oraz niemieckiego (z Nowosolnej).
Świątynia przy ul. Radwańskiej 37, została wzniesiona w latach 1928–1932, według projektu K. Janiszewskiego z 1924.
Proboszczem parafii jest obecnie pastor Semko Koroza.

### Kościół Ewangelicko-Metodystyczny
W Łodzi znajduje się parafia Opatrzności Bożej. Istnieje ona od roku 1920. Należy do jednego z czterech kościelnych okręgów - do Okręgu Centralnego z siedzibą w Warszawie. Obok stałej pracy religijno-duszpasterskiej prowadzi świetlicę środowiskową dla dzieci. Angażuje się ponadto w prace Oddziału Regionu Łódzkiego Polskiej Rady Ekumenicznej. Najbliższą sąsiednią parafią jest parafia w Pabianicach.
Nabożeństwa w niedziele i święta odbywają się o godzinie 12.00.
Proboszczem parafii przy ul. Organizacji WiN 2A jest obecnie pastor Dawid Carbonare (od 2019 r.).

## Kościoły ewangelikalne

### Kościół Chrześcijan Baptystów

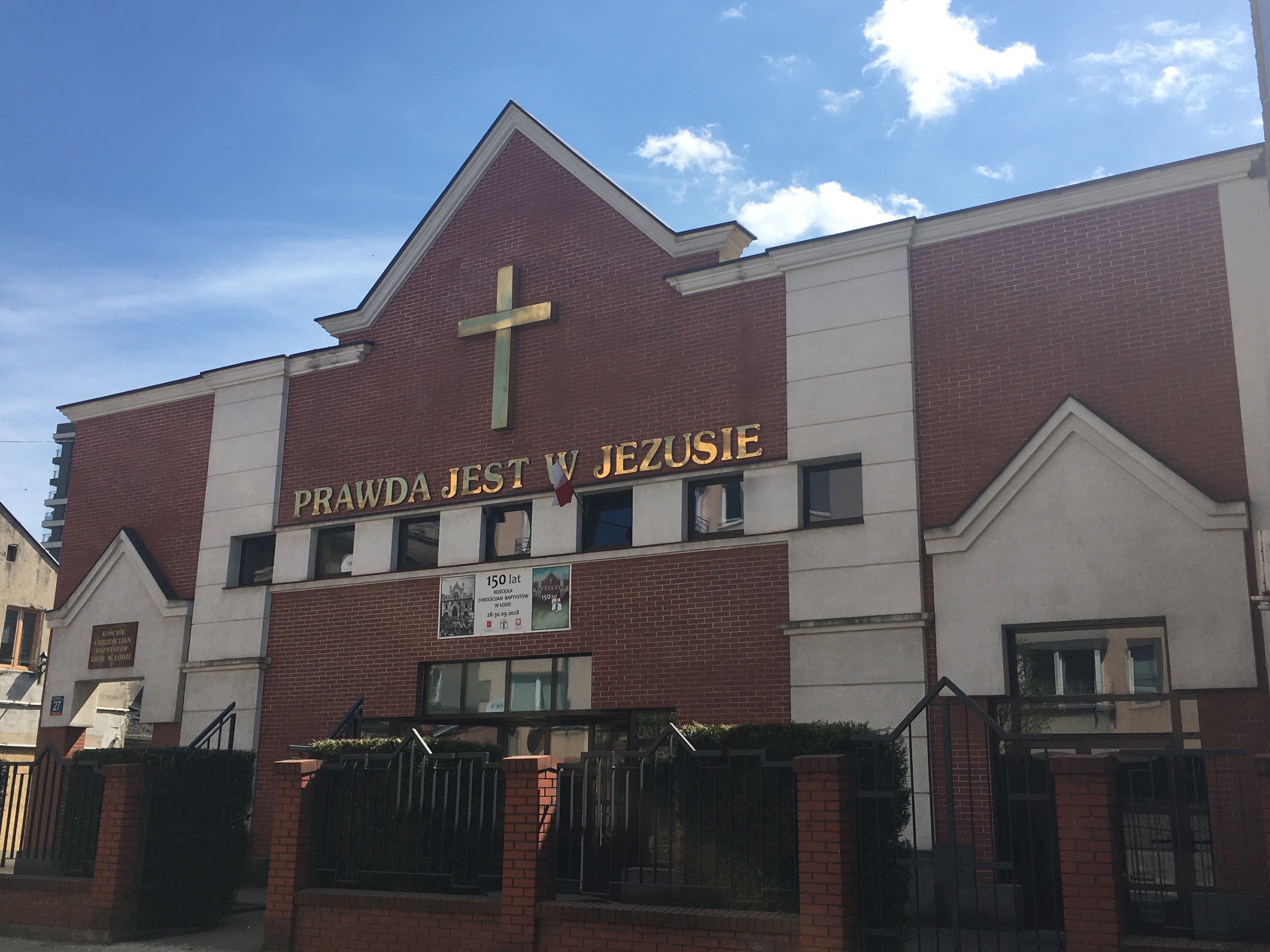
Dom modlitwy Kościoła Chrześcijan Baptystów przy ul. Nawrot 27 (2022)

Baptyści pojawili się w Łodzi w połowie lat 60. XIX wieku. W 1876 został zakupiony przez nich plac przy ul. Nawrot 27, na którym powstała świątynia, zaprojektowana przez Edwarda Kreutzburga. 25 czerwca 1882 została poświęcona. Rozbudowana została na początku lat 20. XX wieku. Budynek zboru był we władaniu baptystów aż do ukończenia II wojny światowej. Po zakończeniu wojny nieruchomości przejęło wojsko, a później władze administracyjne urządziły w nim Dom Kultury Milicjanta. W 1994 władze państwa przekazały go z powrotem w ręce wspólnoty baptystycznej. Pod koniec 2000 został zakończony projekt przebudowy całego kompleksu.
Grupa łódzkich baptystów rozrastała się w sposób niebywale szybki. W 1869 liczyła ona 71, a w roku następnym już ponad 100 osób. Na początku XX wieku pracę duszpasterską prowadzono już w czterech zborach. We wrześniu 1939 w Łodzi zamieszkiwało kilkuset baptystów. Dzisiejszy Kościół Chrześcijan Baptystów w Łodzi grupuje ponad 100 osób dorosłych.
- I zbór

Zbór w Łodzi przy ul. Nawrot 27 należy do okręgu centralnego, jednego z dziewięciu okręgów Kościoła Chrześcijan Baptystów w Polsce.
Nabożeństwa odbywają się niedziele o godzinie 10.00 oraz w czwartki o 18.00. Zborowi przewodzą pastorzy Leszek Wakuła i Roman Baranowski.
W budynku kościelnym znajduje się także księgarnia Kompas.
- Placówka misyjna Łódź Bałuty

Placówka misyjna w dzielnicy Bałuty, którą opiekuje się misjonarz Marcin Buska.

### Kościół Ewangelicznych Chrześcijan
W Łodzi istnieją 3 zbory, należące do okręgu centralnego, jednego z pięciu okręgów Kościoła Ewangelicznych Chrześcijan w Polsce.
- I Zbór

I Zbór Kościoła Ewangelicznych Chrześcijan ma swoją siedzibę przy ul. Grunwaldzkiej 1.
Nabożeństwa odbywają się w niedzielę o godzinie 10.00.
Pastorem Zboru jest Jan Puchacz.
- Zbór Woda Życia

Zbór Kościoła Ewangelicznych Chrześcijan „Woda Życia” ma swoją siedzibę przy ul. Organizacji WiN 2a.
Nabożeństwa odbywają się w niedzielę o godzinie 12.00, a studium Biblii w czwartki o godz. 18.00
Pastorem Zboru jest Eugeniusz Buza.
- Zbór Soli Deo Gloria

Zbór Soli Deo Gloria powstał 8 czerwca 2003. Przez dwa lata nabożeństwa odbywały się w wynajętym pomieszczeniu Kościoła Ewangelicko-Reformowanego. Od 29 maja 2005 w prywatnym budynku przy ul. Celnej 8.
Nabożeństwa odbywają się w niedzielę o godzinie 10.00 oraz w środę o 18.00.
Pastorem Zboru jest Zbigniew Modnicki.

### Kościół Chrystusowy w RP
Społeczność Ewangeliczna stanowi część Kościoła Chrystusowego w RP (do lipca 2004 Kościół Zborów Chrystusowych), istnieje od roku 1993.
W Łodzi funkcjonują dwie społeczności Kościoła Chrystusowego.
- Społeczność Ewangeliczna Kościoła Chrystusowego w Łodzi

Jej siedzina znajduje się przy ul. Nawrot 27, na terenie Kościoła Chrześcijan Baptystów. Pastorem Przełożonym wspólnoty jest Fryderyk Dariusz Domaradzki.
- Społeczność Chrześcijańska TOMY w Łodzi

Siedziba mieści się przy ul. Lipowej 15/17, gdzie funkcjonuje również prowadzony przez społeczność Chrześcijański Punkt Przedszkolny. Pastorami Przełożonymi wspólny są Rafał Piekarski oraz Szymon Karkowski. 

### Kościół Zielonoświątkowy

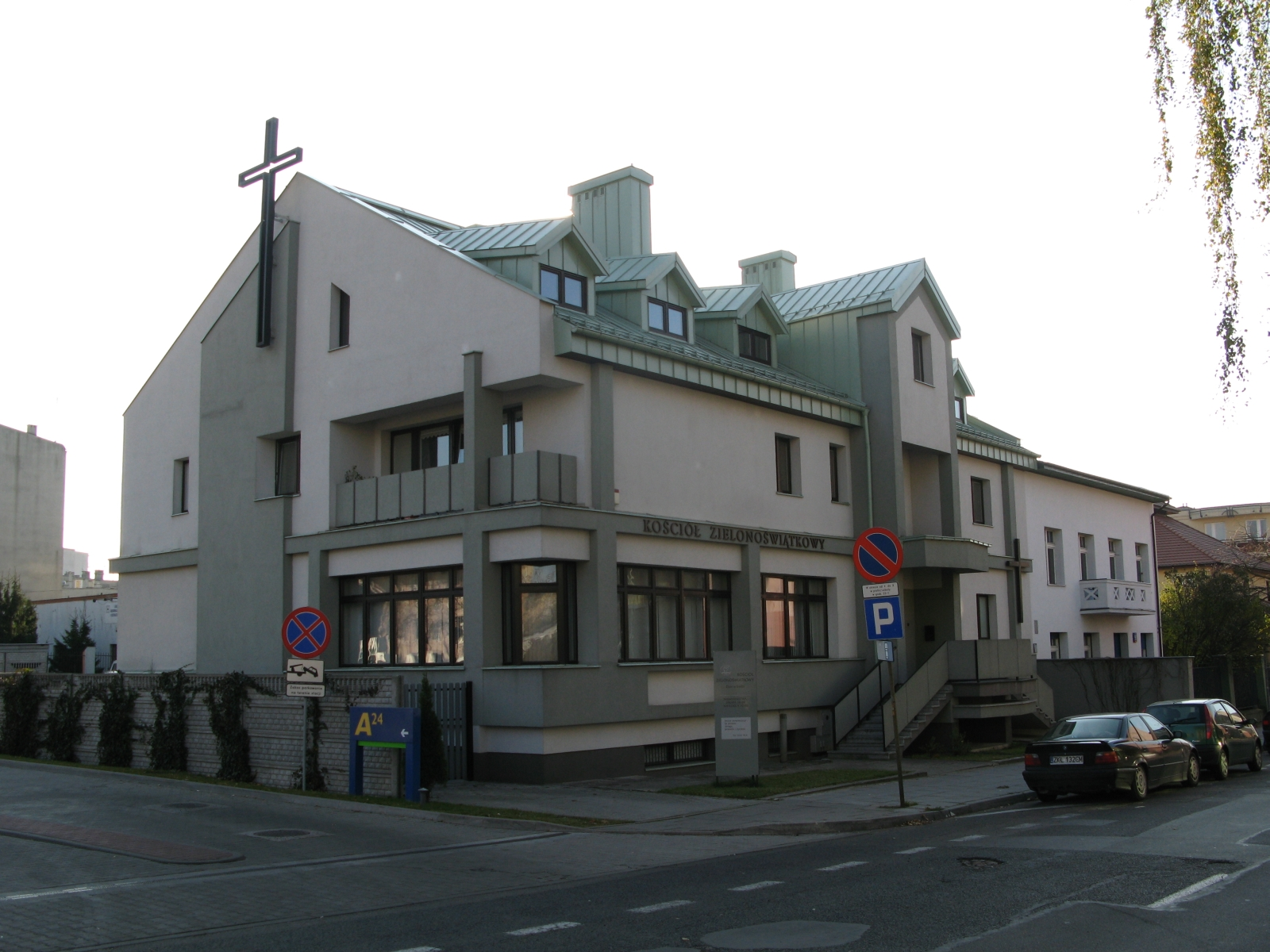
Kościół Zielonoświątkowy przy ul. Jaracza 97/95 (2010)

W Łodzi istnieją 2 zbory, należące do okręgu centralnego, jednego z siedmiu okręgów Kościoła Zielonoświątkowego w Polsce, obejmującego województwa: mazowieckie i łódzkie.
- I Zbór

I Zbór Kościoła Zielonoświątkowego w Łodzi powstał w 1923. Początkowo zgromadzał się w domu przekazanym do dyspozycji wierzącym przez jednego z braci. Później w Gimnazjum Dziewcząt. W okresie II wojny światowej został rozwiązany przez niemieckie władze okupacyjne. Wznowił działalność w lipcu 1947, po wielu staraniach br. Franciszka Januszewicza – pierwszego po wojnie pastora zboru. Nabożeństwa odbywały się w domu braterstwa Januszewiczów, przy ul. Żwirki 4, a następnie w wynajmowanym lokalu przy ul. Szarej 1. Od 1993 w obecnym miejscu przy ul. Jaracza 95/97.
Nabożeństwa odbywają się w niedziele o godzinie 10.00 oraz w środy o 18.00.
Pastorem Zboru jest Piotr Karaś.
- Zbór Immanuel

Zbór Immanuel ma swoją siedzibę przy ul. Jana Kilińskiego 24.
Nabożeństwa odbywają się niedziele o godzinie 10.00 oraz w środy o 18.00.
Pastorem zboru jest Ryszard Januszewicz.

### Kościół Boży w Chrystusie
Zbory Kościoła Bożego w Chrystusie w Łodzi, jako lokalne zgromadzenia członków Kościoła, są autonomiczne i każdy z nich posiada osobowość prawną. Na czele każdego z nich stoi pastor. W roku 2013 Kościół Boży w Chrystusie liczy 61 zborów na terenie całego kraju i prowadzi 5 misji. Zbory Kościoła Bożego w Chrystusie mają charakter zielonoświątkowy.
- Centrum Chrześcijańskie „Zwycięstwo”

Zbór Centrum Chrześcijańskiego „Zwycięstwo” ma swoją siedzibę przy ul. Perłowej 20.
Nabożeństwa odbywają się w niedziele o godzinie 11.00, przy ul. Łąkowej 3/5. Pastorem zboru jest Karol Michalak.
- Wspólnota Odkupionych Chrześcijan w Łodzi

Siedziba wspólnoty znajduje się przy ul. Rewolucji 1905 roku 44. Pastorem jest Dolapo Kalejaiye.
- Zwycięstwo w Jezusie

Siedziba przy ul. Jaracza 40. Pastorem jest Raymond Adonai.
- „Druga Szansa” Kościół Boży w Chrystusie

Siedziba wspólnoty mieście się przy ul. Krzemieniecka 2. Pastorem jest Krzysztof Grobelny

#### Nieistniejące już zbory
- Centrum Chrześcijańskie BETEL

Pastorem nieistniejącego zboru był John Abraham Godson, radny Rady Miejskiej w Łodzi od stycznia 2008.

### Kościół Boży
W Łodzi działa Zbór Centrum Chrześcijańskie „Życie Sozo”. Swoją siedzibę ma przy ul. Gdańskiej 80. Pastorami wspólnoty są Łukasz i Ela Buchnajzer.

### Chrześcijańska Wspólnota Zielonoświątkowa
Historia zboru Chrześcijańskiej Wspólnoty Zielonoświątkowej w Łodzi sięga lat 30. XX wieku, kiedy to grupa osób czytających Pismo Święte (na czele z braćmi Skrzypczakiem i Borowiakiem) utworzyła Zbór Chrześcijański. W latach 70. funkcję przełożonego zboru pełnił Henryk Wojtasik, następnie jego brat – Władysław Wojtasik. Od 2003 roku pastorem zboru jest Leszek Bijak.
Nabożeństwa Chrześcijańskiej Wspólnoty Zielonoświątkowej odbywają się w domu modlitwy przy ul. Rogozińskiego 23 (w niedziele o godzinie 10.00 oraz w środy o 18.00).

### Kościół Chrześcijan Wiary Ewangelicznej
Zbór Kościoła Chrześcijan Wiary Ewangelicznej „Zwycięstwo” ma swoją siedzibę przy ul. świętego Kazimierza 16. Jest to wspólnota o charakterze zielonoświątkowym. Zbór łódzki jest jednym z 23 zborów Kościoła w Polsce.
Z Łodzią związane są ważne postacie i wydarzenia z życia Kościoła. W dniach 22-23 maja 1929, na konferencji międzyzborowej w Starej Czołnicy koło Łucka, utworzono Związek Zborów Chrześcijan Wiary Ewangelicznej (później Kościół Chrześcijan Wiary Ewangelicznej), którego przewodniczącym został Artur Bergholc z Łodzi. Siedzibą władz naczelnych Związku została Łódź. Przed drugą wojną światową wydawano w Łodzi czasopismo kościelne Przystęp. Z kolei w 1945 na konferencji w Łodzi, wznowiono formalnie działalność Kościoła w Polsce, powołano nowy zarząd Kościoła, przyjęto również nowy statut.

### Kościół Adwentystów Dnia Siódmego

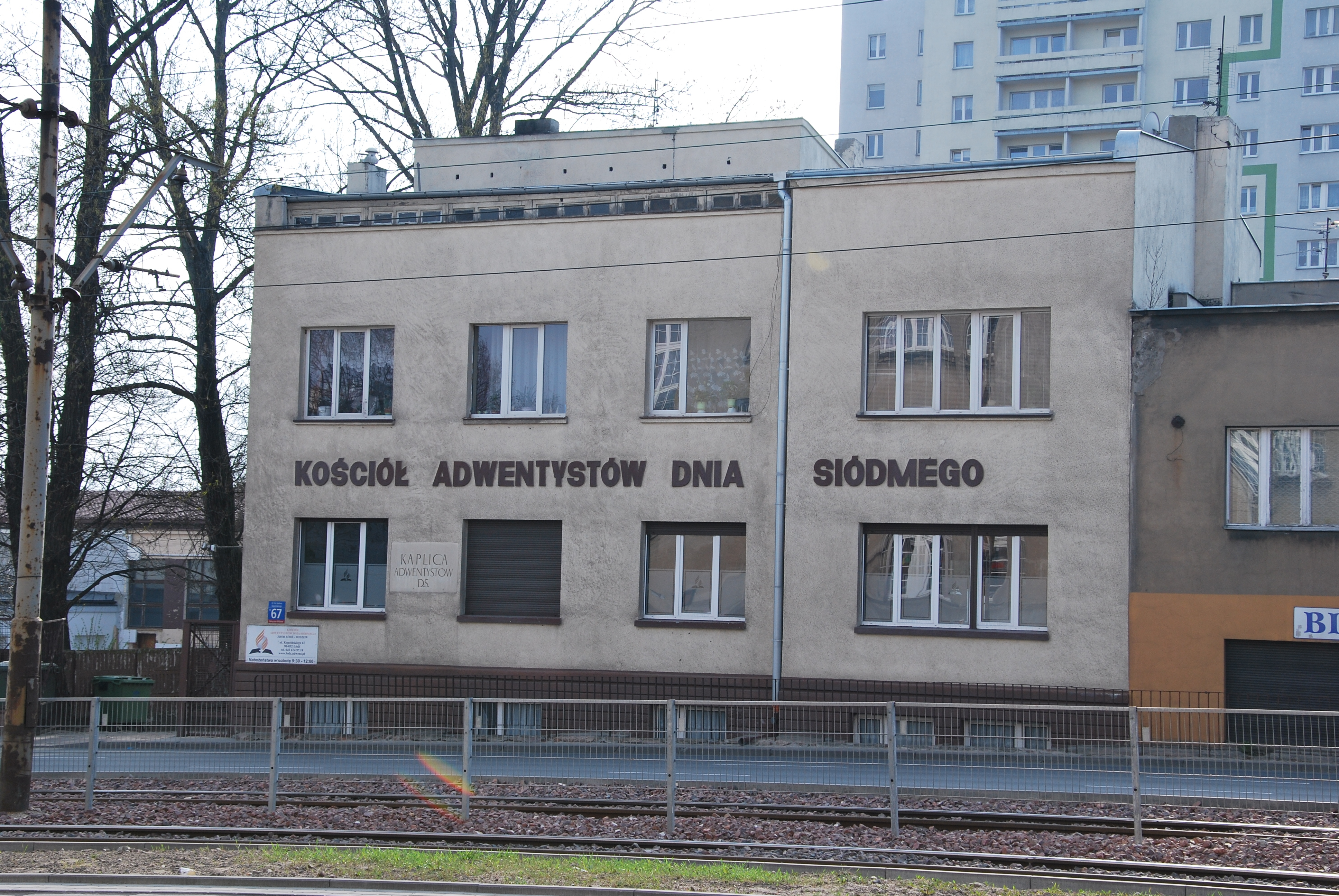
Kościół Adwentystów Dnia Siódmego przy ul. Kopcińskiego 67 (2012)

W Łodzi istnieją 2 zbory (Łódź-Widzew i Łódź-Górna), należące do okręgu łódzkiego, jednego z 14 okręgów Kościoła Adwentystów Dnia Siódmego w Polsce. Okręg łódzki przyporządkowany jest diecezji wschodniej (zjednoczeniu), jednej z trzech diecezji Kościoła w Polsce.
Łódzkie zbory Kościoła Adwentystów Dnia Siódmego liczą obecnie 222 wiernych ochrzczonych (stan na 14 maja 2005), wraz z dziećmi i młodzieżą jest to grupa około 300 osób.

#### ZbórŁódź-Widzew
Na tereny centralnej Polski adwentyzm przenika z Wołynia w 1893. W październiku tego roku przybywają do Łodzi dwaj adwentyści – Karol Fendel i Józef Szlodziński, z zawodu stolarze. Obydwaj wraz z rodzinami oraz kilkoma poznanymi tutaj osobami, tworzą w Łodzi pierwszą małą wspólnotę.
W 1895 na prośbę łódzkich adwentystów, Misja Adwentystyczna z Hamburga przysyła pierwszego pastora – Jana Labsbaka (lub Jana Låbsacka), który organizuje społeczność w zbór (pierwszy adwentystyczny w Królestwie Polskim) i ta data przyjmowana jest za początek zorganizowanej społeczności adwentystycznej w Łodzi.
W 1905 łódzki zbór liczy 24 dorosłych ochrzczonych, w chwili wybuchu I wojny światowej 60 osób, a w 1926 – 70. W dwudziestoleciu międzywojennym adwentyści bez większych przeszkód prowadzą swoją pracę apostolską. W latach 1923–1926 łódzka wspólnota adwentystyczna posiada pierwszego w Polsce zarejestrowanego duchownego adwentystycznego.
Nabożeństwa odbywają się początkowo w prywatnych mieszkaniach – przy ul. Milscha (obecnie ul. Kopernika) oraz Andrzeja Struga. W 1937 zbór przenosi się do lokalu przy ul. Wólczańskiej 57.
W czasie II wojny światowej licząca wówczas prawie 120 wyznawców wspólnota, zostaje na mocy rozporządzenia władz hitlerowskich podzielona na dwie części. Około 70-osobowa niemieckojęzyczna grupa adwentystów spotyka się legalnie, zaś 25-osobowa polska społeczność musi praktykować swoją wiarę potajemnie. Zbór traci swoją dotychczasową siedzibę przy ul. Wólczańskiej, która zostaje zamieniona w kwaterę SS. Nabożeństwa odbywają się przy ul. Piotrkowskiej 73, następnie 101, a od 1943 przy ul. Wólczańskiej 139.
Po wojnie w zborze pozostają jedynie polscy wyznawcy. Zbór spotyka się przy ul. Andrzeja Struga 17, Nowotki 79, a od 1962 po dziś dzień, w dawnej fabryce włókienniczej przy ul. Kopcińskiego 67. Okres powojenny to okres dynamicznego rozwoju Kościoła, choć wstrzymywanego liczną emigracją (łącznie kilkadziesiąt osób). Rekordowym był rok 1984, w którym chrzest przyjmują 34 osoby. Pod koniec lat 80. łódzka społeczność adwentystyczna przekracza 200 ochrzczonych wyznawców.
W latach 1960–1991 zbór łódzki jest także siedzibą zarządu diecezji wschodniej Kościoła Adwentystów Dnia Siódmego w Polsce.
W latach 90. część członków zboru Łódź-Widzew daje początek nowo powstałym zborom: Łódź-Górna oraz Łódź-Bałuty.
Nabożeństwa w zborze Łódź-Widzew odbywają się w soboty o godzinie 9.30.
Pastorem zboru jest Konrad Pasikowski.

#### ZbórŁódź-Górna
Zbór Łódź-Górna został założony w 1991, w wyniku ewangelizacji prowadzonej przez małżeństwo Phil i Joanna Jones w hali Anilany. Utworzyli go nowi wyznawcy adwentyzmu oraz część członków macierzystego zboru Łódź-Widzew.
Obecnie społeczność tego zboru przekracza 50 osób.
Nabożeństwa odbywają się w soboty o godzinie 10.30 przy ul. Płockiej 28.
Pastorem zboru jest Konrad Pasikowski.

#### Nieistniejące już zbory

##### ZbórŁódź-Bałuty
Zbór Łódź-Bałuty (od 2004 Zbór Łódź-Pielgrzym) został założony w 1993 roku, w wyniku ewangelizacji prowadzonej przez przybyłego z Australii pastora Janusza Skrzypaszka (w sali przy ul. Więckowskiego 18) w 1992 roku.
Charakterystyczną cechą zboru były częste zmiany siedzib, co wpłynęło na jego nazwę. Po dwuletnim okresie pobytu przy ul. Więckowskiego, zbór musiał opuścić ten lokal, przez krótki czas korzystając z gościny Kościoła Metodystów przy ul. Organizacji WiN 2A, a następnie przez półtora roku wynajmując na nabożeństwa pomieszczenia Stronnictwa Demokratycznego przy ul. Gdańskiej. Kolejne miejsca to czteropiętrowy budynek dawnego akademika Szkoły Filmowej przy ul. Ciesielskiej 6a oraz Ośrodek Kultury Rondo przy ul. Limanowskiego. Od 2006 roku siedzibą zboru była kamienica przy ul. Sterlinga 17/3.
Zbór rozwiązano w 2011 roku. Oficjalne zatwierdzenie tej decyzji nastąpiło 19 maja 2011 roku, podczas XXV Zjazdu Diecezji wschodniej Kościoła Adwentystów Dnia Siódmego w RP.
Opiekę nad zborem sprawował pastor Andrzej Siciński, następnie Mirosław Karauda i Remigiusz Krok.

### Chrześcijański Kościół Pełnej Ewangelii „Duch i moc”
W 1995 zarejestrowano w Łodzi działalność Chrześcijańskiego Kościoła Pełnej Ewangelii „Duch i moc”, którego siedziba mieści się przy ul. Pomorskiej 3 dom.20.Przewodniczącą wspólnoty jest Czesława Przybylska.
Członkowie Kościoła wierzą, że są powołani do wzrastania w dojrzałości, uczniostwie i relacji z Jezusem Chrystusem poprzez wiarę, a także do szerzenia ewangelii. Podstawą do przyjęcia jako nowego członka jest deklaracja naśladowania i stosowania w praktyce nauczań biblijnych.

## Inne chrześcijańskie

### Kościół Jezusa Chrystusa Świętych w Dniach Ostatnich

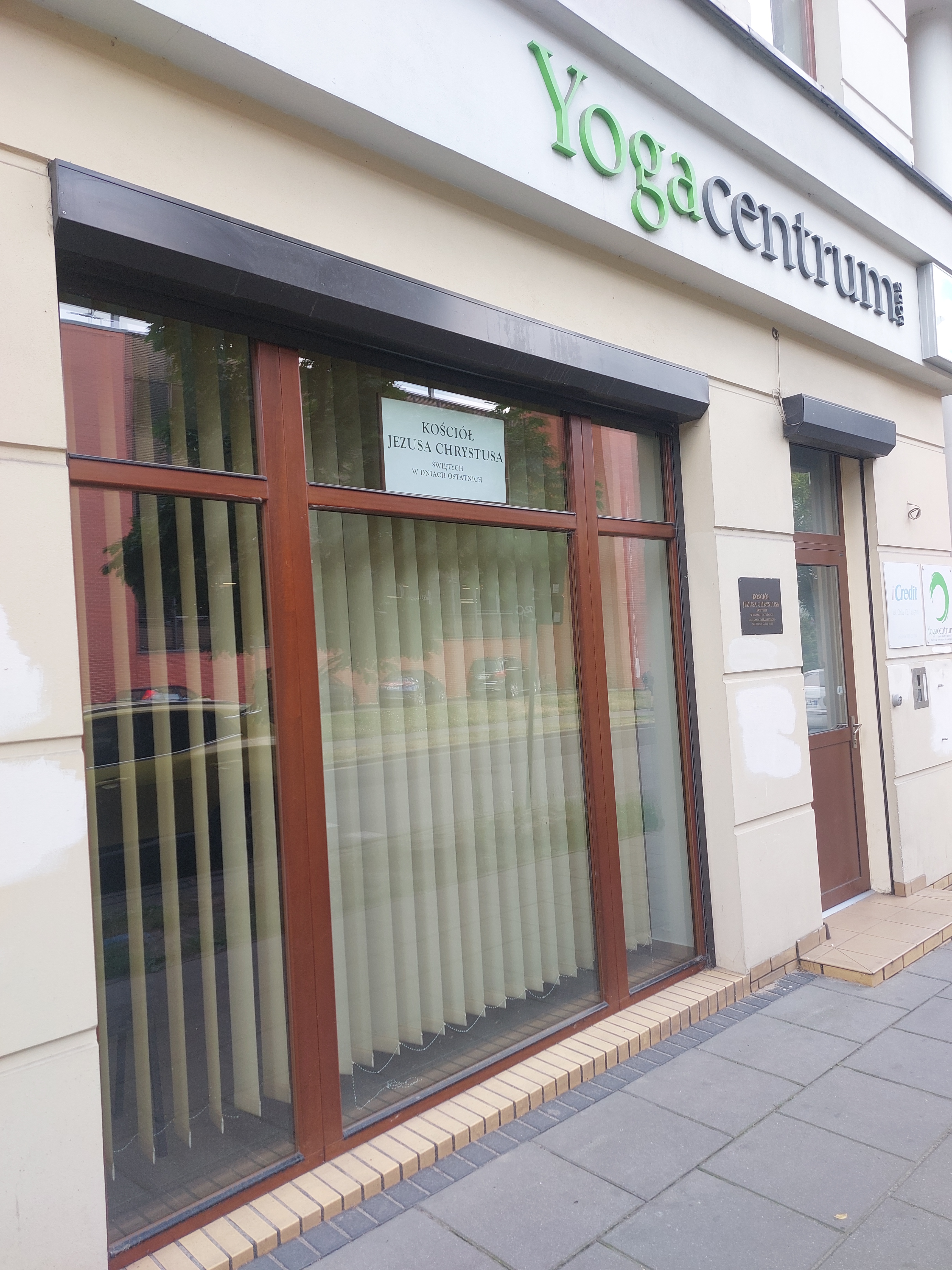
Siedziba Kościoła Jezusa Chrystusa Świętych w Dniach Ostatnich przy ul. Orlej 13

Gmina łódzka jest jedną z jedenastu gmin Kościoła Jezusa Chrystusa Świętych w Dniach Ostatnich w Polsce. Powstała w 1992 i liczy około stu wiernych (dane z lutego 2002).
Członkowie Kościoła spotykali się w wynajmowanym lokalu przy ul. Gdańskiej 40. Planowano wybudować w Łodzi kaplicę na działce przy ul. Kopcińskiego 33. Przy czym w październiku 2005 teren został wstępnie uporządkowany, m.in. rozebrano stare garaże. Łódzka kaplica miała być budynkiem piętrowym z 26-metrową wieżą, o tradycyjnej bryle budynku kościelnego. Byłby to drugi, po warszawskim, wolno stojący dom spotkań Kościoła Jezusa Chrystusa Świętych w Dniach Ostatnich w Polsce.
W 2024 gmina miała swoją siedzibę przy ul. Orlej 13. Tam również co niedzielę o godz. 10 odbywają się nabożeństwa.
Przywódcą łódzkiej gminy jest Piotr Bogusz.

### Świecki Ruch Misyjny „Epifania”
Zbór w Łodzi przy ul. Radwańskiej 63 jest jednym z ponad osiemdziesięciu zborów ŚRM Epifania w Polsce.
Nabożeństwa odbywają się niedziele i święta o godzinie 9.00.

### Świadkowie Jehowy

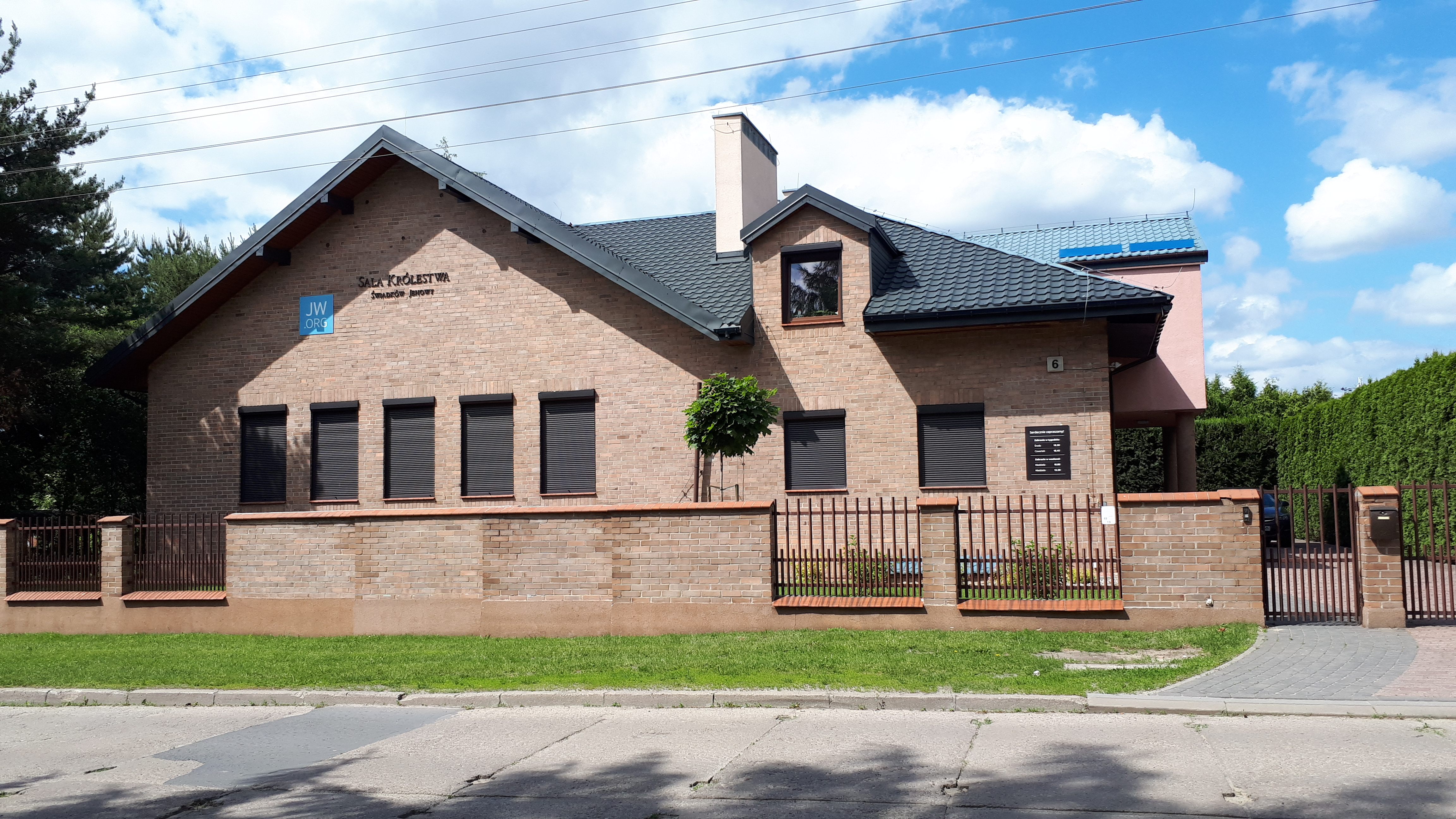
Jedna z Sal Królestwa Świadków Jehowy w Łodzi przy ul. Górniczej 6 (2020)

Około roku 1905 istniały w Łodzi małe grupy wyznawców, w roku 1912 w Chojnach. Łódź w okresie międzywojennym stanowiła centrum Świadków Jehowy w Polsce (do 1931 roku noszących nazwę Badacze Pisma Świętego). W 1922 roku na pogrzeb wyznawczyni Emilii Mandowej przybyło około tysiąca osób, chcących się dowiedzieć więcej o tym wyznaniu. Mandowa była właścicielką składów obuwia, a w jej domu przy ul. Piotrkowskiej 108 odbywały się zebrania. Odczyty biblijne odbywały się w Teatrze Skała i w Filharmonii Łódzkiej, a później także przy ul. Piotrkowskiej 243. Łódzką grupę wyznawców umacniali współwyznawcy z Gdańska, którzy wygłaszali wykłady biblijne. W 1924 roku na dorocznej uroczystości Wieczerzy Pańskiej (Pamiątce) zebrały się 92 osoby. Byłą halę fabryczną w centrum miasta przystosowano na potrzeby sali, w której zorganizowano pierwszą konwencję z udziałem ok. 200 obecnych. W roku 1925 zebrania odbywały się m.in. w kinie przy ul. Zachodniej oraz w lokalu przy ul. Orlej 3. W latach 1925–1929 w różnych salach (m.in. przy ul. Piotrkowskiej 108 i ul. Wólczańskiej 5) odbyły się kolejne konwencje. W czerwcu 1927 roku w Filharmonii Łódzkiej zorganizowano pokazy filmu Fotodrama stworzenia. Oprócz polskojęzycznych wyznawców, działały również osoby niemieckojęzyczne. 6 kwietnia 1931 roku w hotelu Manteuffel odbył się zjazd delegatów z 71 zborów w kraju. W 1930 roku do Łodzi przeniesiono Biuro Oddziału (Betel) – siedzibę zarządu głównego i ośrodek koordynujący działalność Towarzystwa Strażnica w Polsce. W tym celu zakupiono budynek przy ulicy Rzgowskiej 24. Przez 2 lata (1930-1932) Betel mieściło się w budynku sali zborowej przy ul. Piotrkowskiej 108. Ośrodkiem kierował Wilhelm Scheider.
W czasie II wojny światowej wielu łódzkich Świadków Jehowy zginęło w hitlerowskich obozach koncentracyjnych m.in. w Auschwitz-Birkenau; ich duży transport dotarł do tego obozu w listopadzie 1942 roku. Heinrich Himmler osobiście nakłaniał Świadków Jehowy w 1941 roku do podpisania oświadczenia o wyrzeczeniu się wiary, jednak nikt tego nie uczynił. 15 lipca 1943 roku 10 dzieci Świadków Jehowy z okolic Wisły, których rodzice odmówili podpisania Volkslisty (niemieckiej listy narodowościowej), odebrano rodzicom i umieszczono w Kinder-KL Litzmannstadt (obozie dla nieletnich w Łodzi).
W tym okresie zebrania odbywały się w mieszkaniach prywatnych. Pod koniec lat 40. XX wieku funkcjonowały w Łodzi 4 Sale Królestwa dla 4 łódzkich zborów. Według danych szacunkowych w latach 1948–1949 w Łodzi działało około tysiąca głosicieli. Wieczorem 21 czerwca 1950 roku aresztowano wolontariuszy z Biura Oddziału, a budynek przy ul. Rzgowskiej został skonfiskowany. W następnych dziesięcioleciach – już w czasie zakazu działalności – powstawały kolejne zbory. Świadkowie Jehowy za działalność religijną i za odmowę służby wojskowej byli skazywani na kary więzienia. Działalność wydawnicza ich publikacji była prowadzona konspiracyjnie w kilku ukrytych ośrodkach drukarskich. Od początku lat 80. XX wieku w mieście ponownie organizowane są oficjalne kongresy, obecnie w Atlas Arenie. Pod koniec lat 90. XX wieku działało na terenie Łodzi 40 zborów oraz kilkanaście Sal Królestwa. Obecnie w Łodzi znajduje się także Sala Zgromadzeń przy ul. Chocimskiej 4, miejsce zgromadzeń obwodowych, a także kongresów w języku angielskim. Stoi na parceli o powierzchni ponad 12 tys. m² gdzie zaadaptowano byłą halę naprawy samochodów oraz stojący obok budynek socjalny. Obiekt został oddany do użytku 19 czerwca 1999 roku. W skład kompleksu wchodzą: sala główna, dwie Sale Królestwa oraz pokoje gościnne. W 1999 roku na XIII Międzynarodowym Zjeździe Polskiego Towarzystwa Anestezjologii i Intensywnej Terapii w Łodzi Świadkowie Jehowy przedstawili ekspozycje na temat bezkrwawej chirurgii. W 2001 roku w Łodzi działo 3400 głosicieli w 42 zborach. Od 2012 roku rozpoczęto reorganizacje zborów, wskutek czego stały się one większe i lepiej zorganizowane, lecz ich liczba zmniejszyła się, których w Łodzi jest 30 (w tym zbór języka migowego, angielsko-, rosyjsko- i ukraińskojęzyczny oraz grupa posługująca się językiem romani (Polska)). W sierpniu 2013 roku wdrożono też program świadczenia publicznego na terenie poszczególnych zborów oraz specjalne świadczenie publiczne na terenie wielkomiejskim obejmujące Łódź z pomocą wózków z bezpłatną literaturą biblijną.

### Kościół Nowoapostolski
Kościół ma swoja kaplicę przy ul. Uniwersyteckiej 19/21 m. 18. Należy do zachodniopolskiego oddziału ogólnopolskiego Kościoła Nowoapostolskiego w Polsce.

## Rodzimowierstwo słowiańskie
Na terenie Łodzi działa kilka wspólnot rodzimowierstwa słowiańskiego; wśród nich można wyróżnić Krąg Radogost, Gromadę „Swarga” oraz Łódzką Wspólnotę Rodzimowierczą Wilczy Krąg.

## Judaizm

### Gmina Wyznaniowa Żydowska w Łodzi

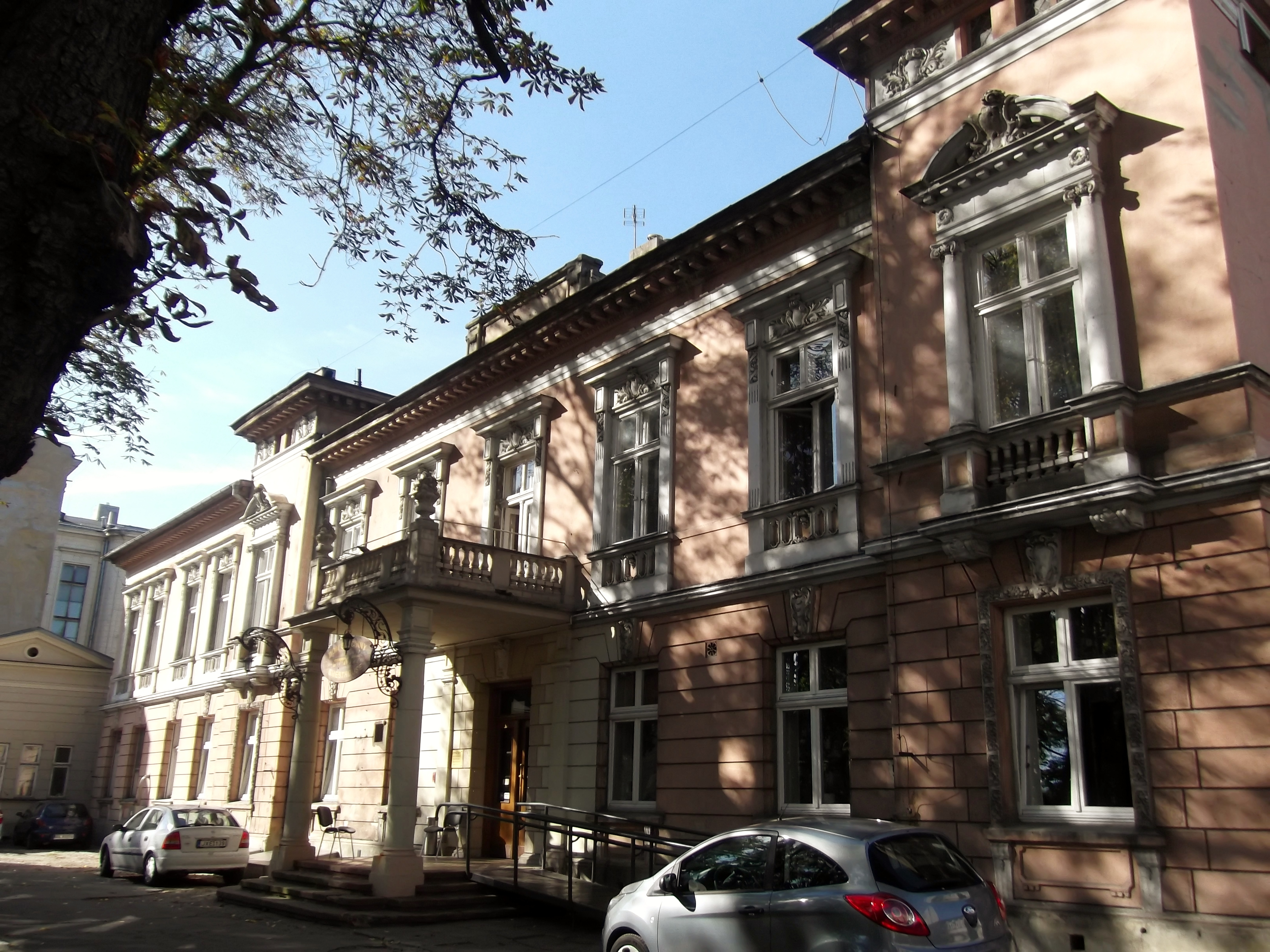
Siedziba Gminy Żydowskiej w Łodzi (2014)

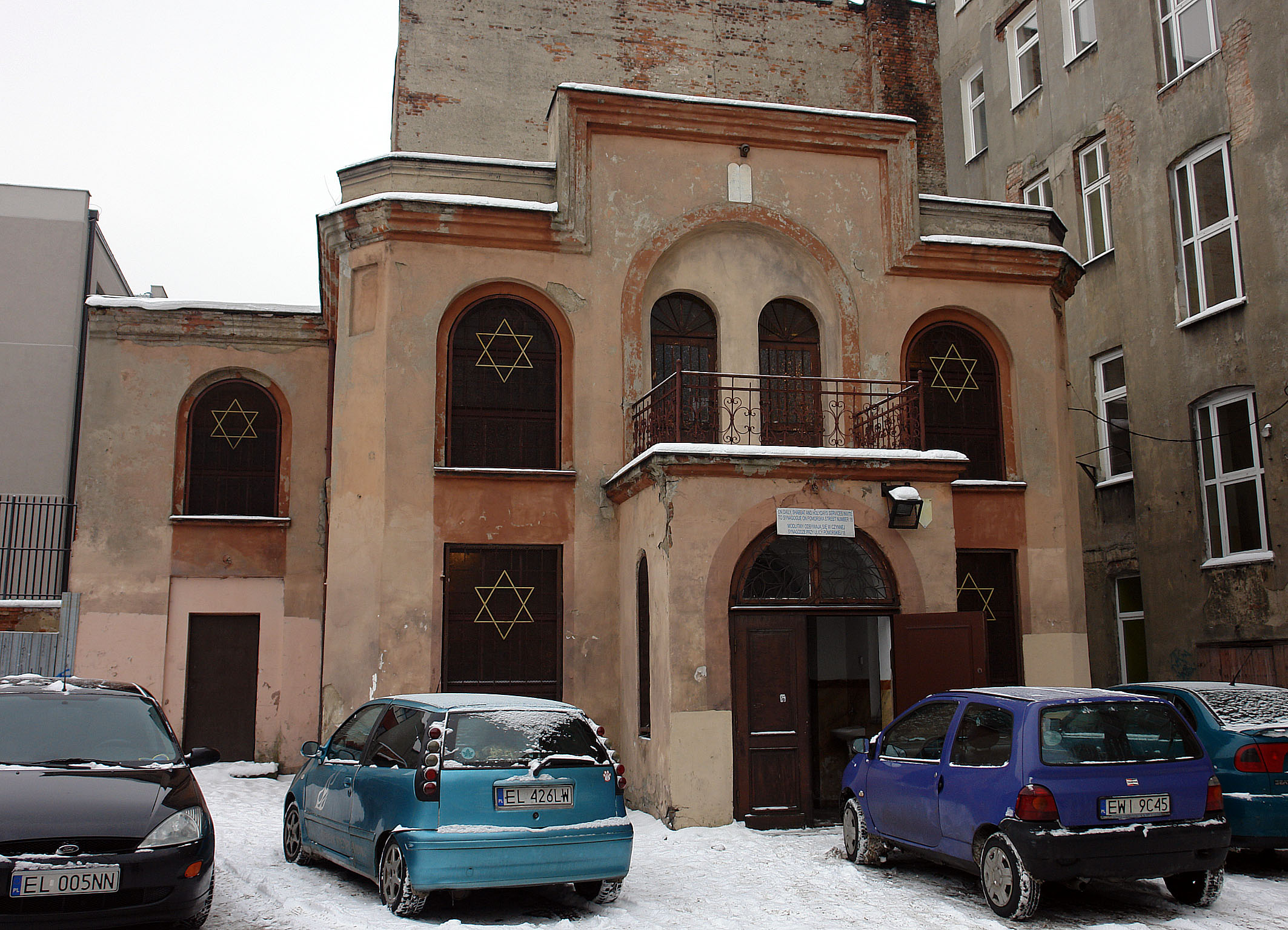
Synagoga Reicherów (2013) – jedyna zachowana przedwojenna w Łodzi

Według przybliżonych danych statystycznych tuż przed wybuchem II wojny światowej, Łódź (wraz z osadami podmiejskimi, włączonymi w późniejszym czasie przez okupanta niemieckiego w granice miasta) zamieszkiwało 660 tys. osób. W tej liczbie znajdowało się 200 tys. Żydów.
Łódzka społeczność żydowska korzystała w tym czasie z ponad 250 synagog i domów modlitwy. W większości były to małe bożnice, znajdujące się w prywatnych mieszkaniach, przybudówkach i oficynach kamienic. Głównymi synagogami (zniszczonymi przez nazistów w listopadzie 1939) były: Synagoga Alte Szil przy ulicy Wolborskiej 20 – główna synagoga łódzkiej gminy żydowskiej, jedna z najbardziej okazałych synagog Łodzi, jak i samej Polski, Wielka Synagoga przy ul. Spacerowej 2, obecnie al. Kościuszki 2 (zbudowana z funduszy łódzkich fabrykantów m.in.: Izraela Poznańskiego, Joachima Silbersteina i Karola Scheiblera) – przeznaczona dla żydowskiej burżuazji, zasymilowanej z polską kulturą oraz Synagoga Ezras Izrael (zwana Litwaków lub Wołyńską) przy ul. Wólczańskiej 6.
Obecnie czynne są dwie synagogi:
- Synagoga Reicherów
- Synagoga przy ul. Pomorskiej 18

Przewodniczącym łódzkiej gminy jest Symcha Keller, który jest jednocześnie wiceprzewodniczącym i członkiem Rady Religijnej Związku Gmin Wyznaniowych Żydowskich w Polsce.

## Buddyzm

### Buddyjski Związek Diamentowej Drogi Linii Karma Kagyu
Buddyjski Ośrodek Medytacyjny w Łodzi jest jednym z ponad 40 ośrodków i grup medytacyjnych Buddyjskiego Związku Diamentowej Drogi Linii Karma Kagyu, działających w całej Polsce. Związek stanowi część ogólnoświatowej sieci ośrodków Buddyzmu Diamentowej Drogi należących do linii Karma Kagyu – jednej z czterech głównych tradycji buddyzmu tybetańskiego.
Łódzka wspólnota buddystów, praktykująca według tybetańskiej tradycji Karma Kagyu, zawiązała się w październiku 1983. Po kilku latach i zmianach adresu, uczniowie lamy Olego Nydahla znaleźli swoje miejsce w kamienicy przy ul. Narutowicza, gdzie funkcjonowali do lipca 2001. Następnie przenieśli się pod adres ul. Rewolucji 1905 roku nr 21. Od 27 września 2009 Buddyjski Ośrodek Medytacyjny mieści się przy ul. Zgodnej 9 (Górna).
Członkowie łódzkiego ośrodka organizują lub współorganizują buddyjskie wydarzenia w Polsce i w Łodzi, m.in. cykliczne noce buddyjskie w kinie Cytryna i wystawy Przestrzeń Umysłu w Poleskim Ośrodku Sztuki.

### Szkoła Zen Kwan Um
Historia łódzkiego ośrodka Zen sięga 1980, kiedy w lipcu Jakub Brzeziński i Wojciech Jeśman zorganizowali w Łodzi pierwsze trzydniowe odosobnienie, zwane Yong Maeng Jong Jin, które faktycznie rozpoczęło regularne spotkania medytacyjne w mieście. Początkowo odbywały się one w mieszkaniu Wojciecha Jeśmana, a następnie w mieszkaniach wynajmowanych przez Jakuba Brzezińskiego. W tamtym okresie nie istniały jeszcze formalne struktury polskiej sanghi, więc spotkania medytacyjne organizowane były wówczas na zasadzie prób wspólnych działań, podejmowanych przez osoby, które łączyło zainteresowanie buddyzmem zen.
22 czerwca 1982 Urząd do Spraw Wyznań zarejestrował Stowarzyszenie Buddyjskie Zen "Chogye" w Polsce. Wówczas grupa osób regularnie spotykających się na wspólnej praktyce zen w Łodzi otrzymała status Łódzkiej Grupy Zen, której przewodniczył Jakub Brzeziński. W ciągu następnych lat grupa poszukiwała stałej siedziby. W 1987 przeniosła się na dłużej do mieszkania Jakuba Brzezińskiego przy ul. Brzeźnej, które stało się faktycznie pierwszą siedzibą Łódzkiego Ośrodka Zen (ŁOZ). Następną siedzibą (od 1991) był lokal przy ul. Ogrodowej 26/29. Po ustąpieniu Jakuba Brzezińskiego opatem został Aleksander Skwara, a z kolei po jego ustąpieniu funkcję opiekuna przejął Piotr Marczewski, a lidera Igor Piniński, który od września 2001 został oficjalnie zatwierdzonym trzecim opatem Łódzkiego Ośrodka Zen. W lipcu 2007 ośrodek ponownie zmienił adres, przenosząc się do lokalu przy ul. Zielonej 30/6. Obecnie (od stycznia 2013) siedzibą jest lokal przy ul. Piotrkowskiej 93/14.

### Buddyjska grupa Theravāda
W Łodzi działa społeczność buddyjska w tradycji Theravāda. Należy do ogólnopolskiej Fundacji Theravādy w Polsce, która zrzesza grupy łącznie z kilkunastu innych miejscowości. Grupa łódzka nie posiada stałego lokalu. Spotkania w 2024 odbywały się pod adresem ul. Zielona 27/22.

### Buddyzm Bön
Przy ul. Zielonej 27 w budynku Ośrodek Działań Ekologicznych „Źródła” odbywają się regularne spotkania łódzkiej grupy buddyjskiej w tradycji Bön. Jest ona częścią ogólnopolskiej organizacji Ligmincha Polska.

## Islam
W końcu XIX w. w statystykach wyznaniowych w Łodzi pojawili się muzułmanie. Byli to niekiedy przybyli ze wschodnich obszarów przedrozbiorowej Rzeczypospolitej potomkowie spolonizowanych Tatarów, lecz także żołnierze zaborczej armii rosyjskiej. W 1896 r. na cmentarzu wojskowym na Dołach wydzielono specjalną kwaterę mahometańską.
Po powstaniu Łodzi akademickiej muzułmanami są dość liczni studenci z krajów arabskich, także niekiedy pozostający w mieście na stałe. Gdy w latach 70. w Wojskowej Akademii Medycznej studiował pluton żołnierzy libijskich, urządzono w tamtejszych koszarach salę modlitwy dla wyznawców islamu.
Z mahometańskich rodzin polskich Tatarów wywodzili się wybitny chemik i rektor Politechniki Łódzkiej prof. Osman Achmatowicz oraz znany historyk z Uniwersytetu Łódzkiego prof. Bohdan Baranowski.

### Gmina Muzułmańska
Gmina łódzka zaczęła funkcjonować na przełomie 2004 i 2005. Gmina ta stanowi jeden z ośmiu oddziałów Ligi Muzułmańskiej w Polsce.
Modlitwy odbywają się w każdy piątek w sali modlitewnej w Hotelu Willa Marina przy ul. Pabianickiej 274A. Mężczyźni spotykają się także w Domu Studenta przy ulicy Matejki.
W 2005 Liga Muzułmańska w Polsce wykupiła pod budowę obiektu półhektarową działkę przy ul. Pomorskiej 146/148. Planowano wybudować na niej Centrum Kultury Muzułmańskiej wraz z meczetem, za co odpowiedzialne było Muzułmańskie Stowarzyszenie Kształtowania Kulturalnego (MSKK). Pozwolenie na budowę do łódzkiego magistratu wystosowano jeszcze w tym samym roku. Urząd Miasta Łodzi wydał jednak decyzję odmowną, argumentując to zasadami dobrego sąsiedztwa. Meczet, czyli obiekt kultu religijnego, miałby być zbudowany wyłącznie w bezpośrednim sąsiedztwie innych obiektów tego typu. A w okolicy miały znajdować się wyłącznie kamienice.
Od powyższej decyzji nie złożono odwołania i finalnie MSKK postanowiło wykorzystać powstający budynek do stworzenia pod wynajem 5-6 mieszkań, restauracji oraz kilku lokali handlowo-usługowych.
Od 2009 imamem Gminy muzułmańskiej w Łodzi, a także przewodniczącym oddziału łódzkiego Ligi Muzułmańskiej w Rzeczpospolitej Polskiej jest Khamis Abtan.

## Inne

### Międzynarodowe Towarzystwo Świadomości Kryszny
W Łodzi funkcjonuje ośrodek Międzynarodowego Towarzystwa Świadomości Kryszny, który znajduje się przy ul. Struga 26. Co niedzielę odbywają się spotkania.